# 谢尔盖·列别捷夫
谢尔盖·阿列克谢耶维奇·列别捷夫（羅馬化：Sergey Alekseyevich Lebedev；1902年11月2日—1974年7月3日），苏联电子工程和计算机科学家，苏联科学院精密机械与计算技术研究所所长，设计了苏联首部电子计算机。生于俄罗斯帝国下诺夫哥罗德，毕业于莫斯科高等技术学校，曾在莫斯科动力学院担任教师。在基辅电机学院任职期间带领一组科学家团队，于1948年至1950年开发了欧洲大陆第一部通用型可编程化电脑是小型电子计算机，1950年开始运作，使用6000根真空管，25千瓦的电力，每秒可作3000次运算。后参与指导中华人民共和国计算机科学家的学术活动，现俄罗斯科学院精密机械与计算机研究所以他的名字命名。